# Litsea coelestis
Litsea coelestis är en lagerväxtart som beskrevs av Hung Pin Tsui. Litsea coelestis ingår i släktet Litsea och familjen lagerväxter. Inga underarter finns listade i Catalogue of Life.